# Gyűrűsfarkú víziantilop
A gyűrűsfarkú víziantilop (Kobus ellipsiprymnus) az emlősök (Mammalia) osztályának párosujjú patások (Artiodactyla) rendjébe, ezen belül a tülkösszarvúak (Bovidae) családjába és a nádiantilop-formák (Reduncinae) alcsaládjába tartozó faj.
Nemének a típusfaja.

## Előfordulása
A gyűrűsfarkú víziantilop előfordulási területe Afrikában a Szaharától délre, valamint Szudántól és Etiópiától délre egészen Transvaalig tart. Afrika nyugati és délnyugati részén elszigetelten is fellelhető.

## Alfajai
A gyűrűsfarkú víziantilop 13 alfaját két csoportba tömörítik; egyes rendszerező szerint eme csoportok valójában alfajokat képeznek:
- defassa csoport
  - Kobus ellipsiprymnus adolfifriderici Matschie, 1910
  - Kobus ellipsiprymnus annectens Schwarz, 1913
  - Kobus ellipsiprymnus crawshayi P. L. Sclater, 1894
  - Kobus ellipsiprymnus defassa (Rüppell, 1835)
  - Kobus ellipsiprymnus harnieri Murie, 1867
  - Kobus ellipsiprymnus penricei W. Rothschild, 1895
  - Kobus ellipsiprymnus tjaederi Lönnberg, 1907
  - Kobus ellipsiprymnus tschadensis Schwarz, 1913
  - Kobus ellipsiprymnus unctuosus Laurillard, 1842
- ellipsiprymnus csoport
  - Kobus ellipsiprymnus ellipsiprymnus Ogilby, 1833
  - Kobus ellipsiprymnus kondensis Matschie, 1911
  - Kobus ellipsiprymnus pallidus Matschie, 1910
  - Kobus ellipsiprymnus thikae Matschie, 1910

## Megjelenése
A gyűrűsfarkú víziantilop hímjének hossza 1,9–2,2 méter, a nőstényé 1,8–2,1 méter. A hím marmagassága 1–1,3 méter, a nőstényé 1–1,3 méter. A hím testtömege 170–250 kilogramm, nőstényé 150–200 kilogramm. Szarva 50–100 centiméter hosszú, kis csavarral hátra és felfelé ível; egy-egy szarvon akár 39 „gyűrű” is lehet. Szőre rövid, de bolyhos, színe területenként változó: a meleg vörösesbarnától a szürkésbarnán át a csaknem feketéig. Farán területtől függően fehér gyűrű vagy folt található.

## Életmódja
Az állat társas lény. A faj megnevezése ellenére nem tartózkodik számottevő időt a vízben, inkább vízközelben. A mocsaras, lápos helyeket a ragadozókkal szembeni védekezésnél használja ki menekülési területként. A gyűrűsfarkú víziantilop nappal aktív. A nőstények laza, pár tucat példányt kitevő kis csapatokban élnek. A bakok 6–10 évesen foglalják el territóriumukat. Tápláléka fűfélékből és kisebb fák lombjaiból áll. 18 évig is élhet.

## Szaporodása
Az ivarérettséget 13–14 hónaposan éri el. A párzási időszak területtől függően egész évben vagy időszakosan van. A vemhességi idő 272–287 napig tart, ennek végén a nőstény egy, ritkán két borjút hoz a világra. A borjú az ellést követő 2–4 hétig a bozótosban rejtőzik, ahová az anyja naponta többször jár táplálni utódát. A fiatal állatok 9 hónaposan elhagyják a csordát. A bakok hat-, a nőstények háromévesen válnak ivarilag éretté.

## Képek

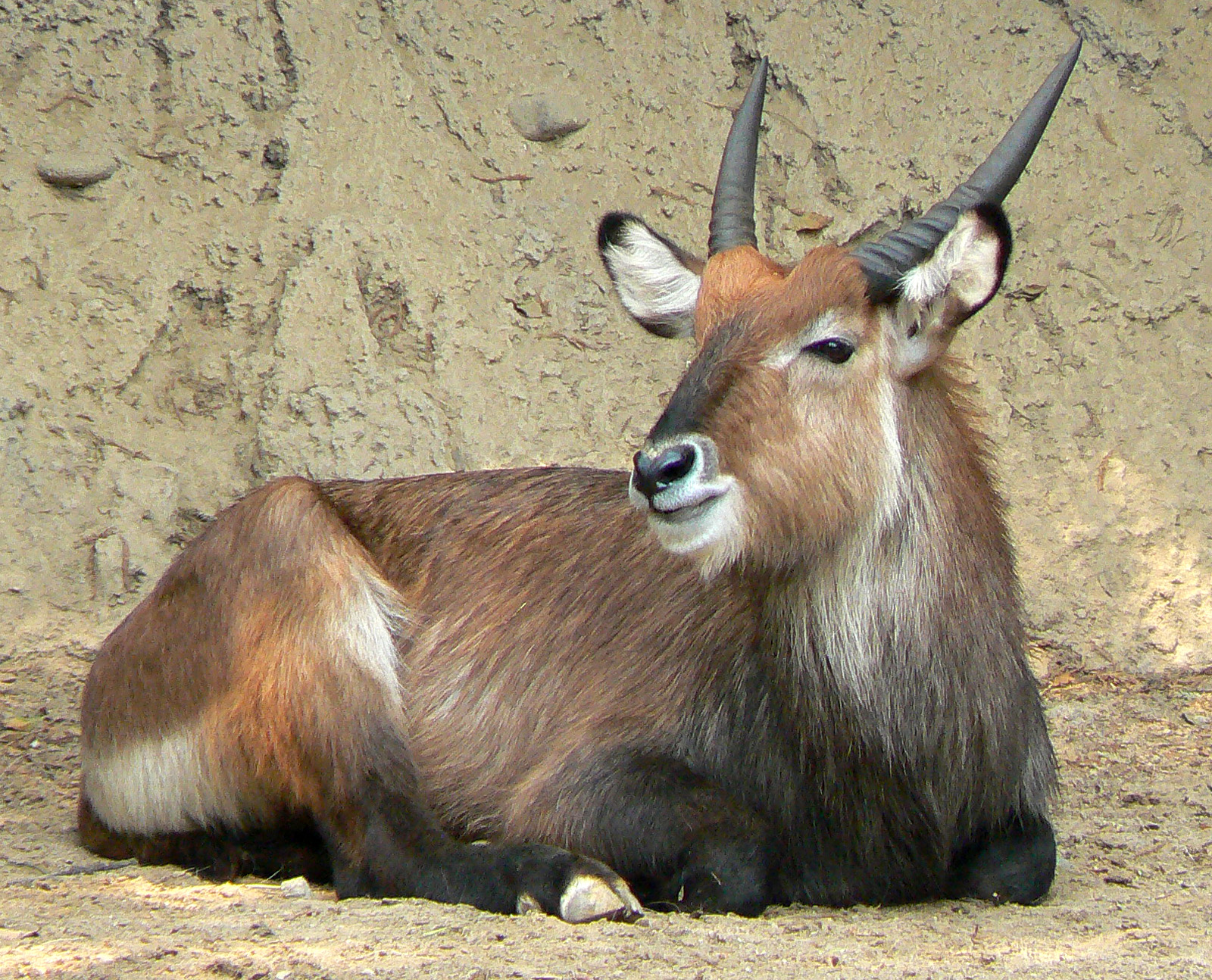
A hím
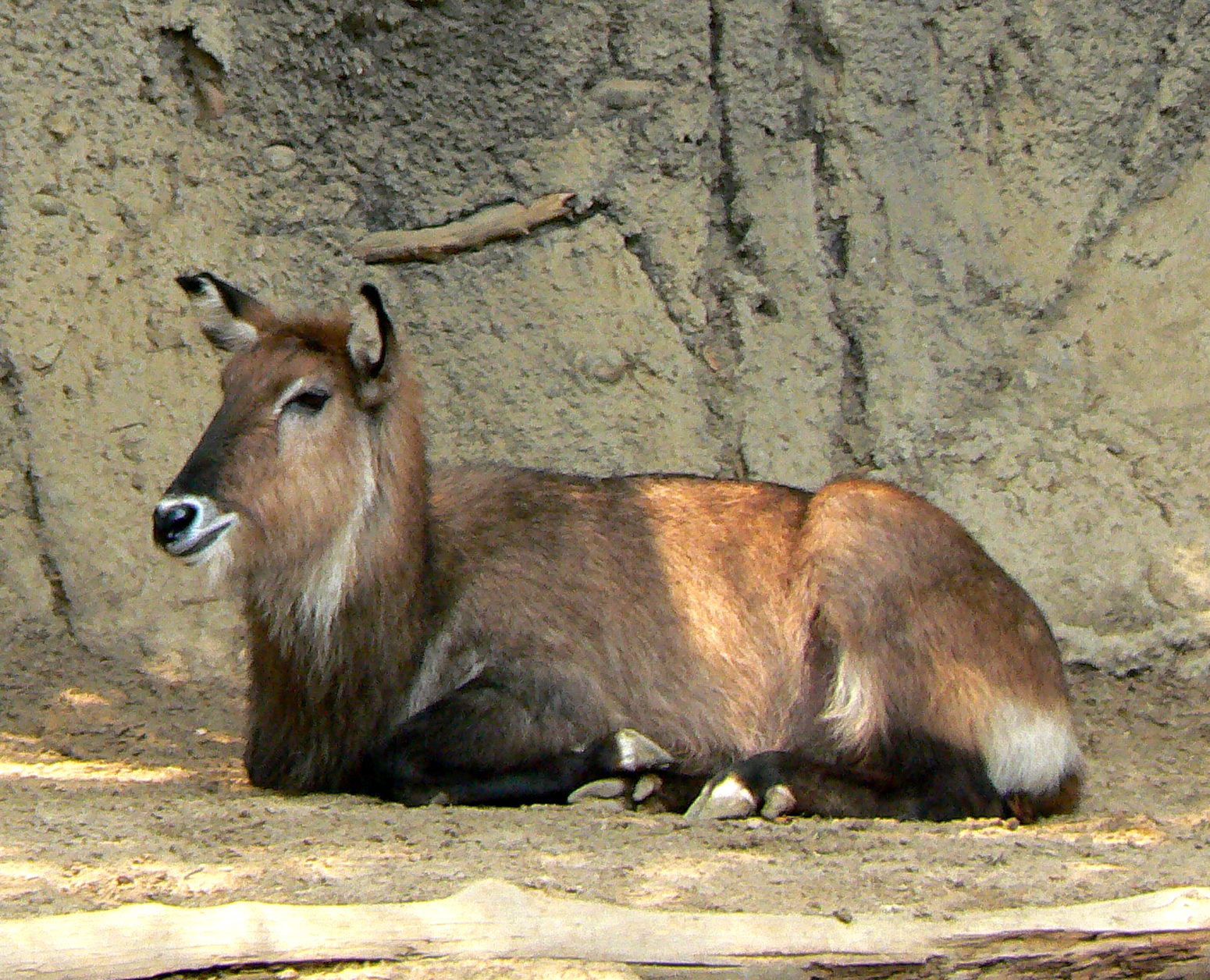
és a nőstény
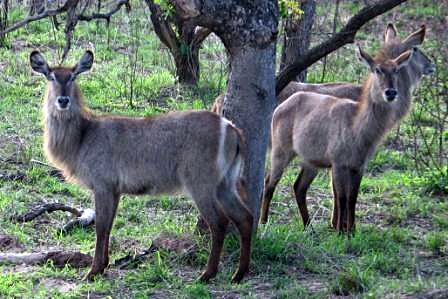
Nőstény gyűrűsfarkú víziantilopok
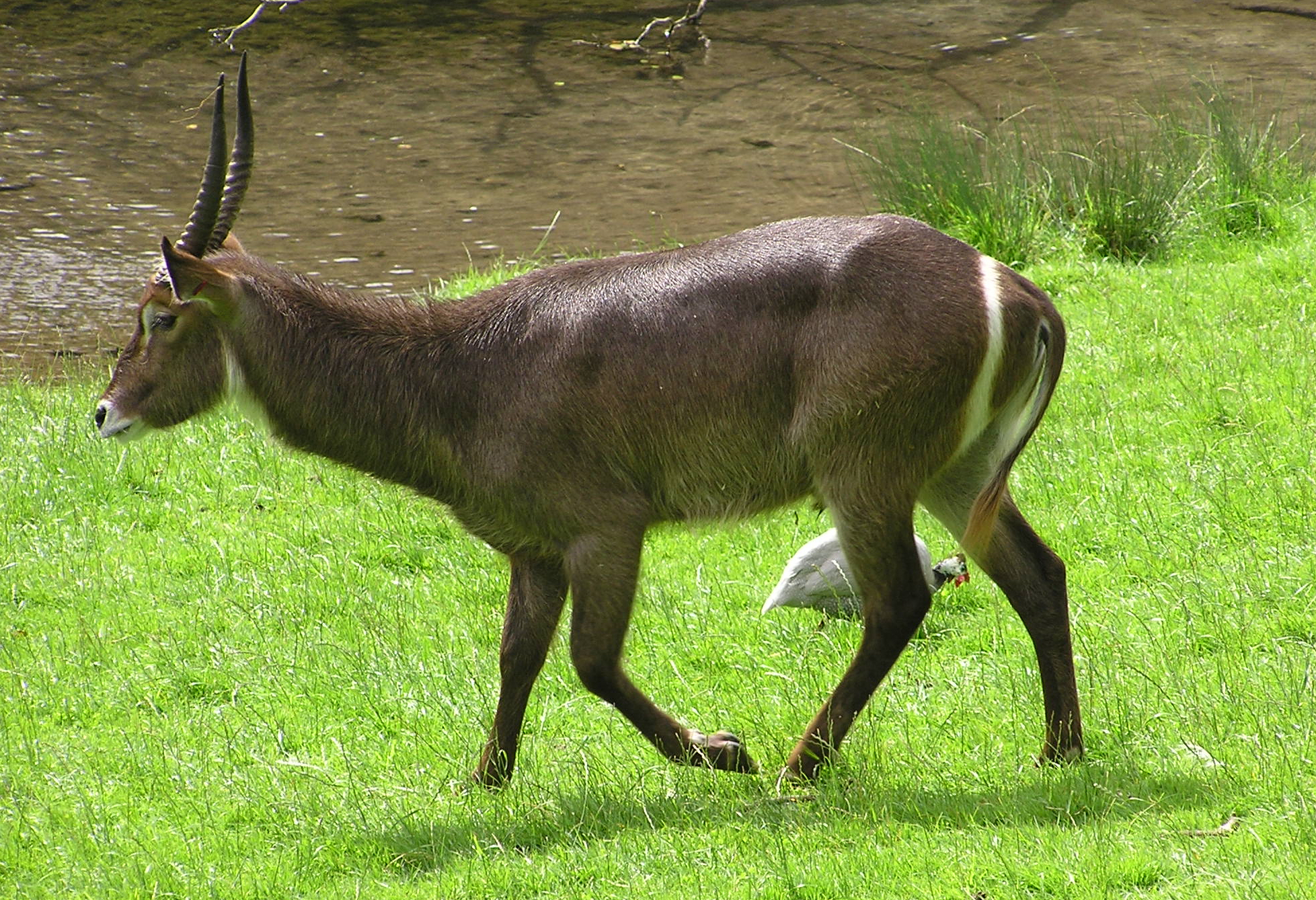
Az állat egy angliai vadasparkban